# Бібліотека Чернівецького училища мистецтв імені Сидора Воробкевича
Бібліотека  Чернівецького училища мистецтв імені Сидора Воробкевича — відомча бібліотека по обслуговуванню студентсько-викладацького колективу училища

## Характеристика
- Бібліотечне обслуговування: читальний зал, абонемент;
- ДБА: каталоги: алфавітний, систематичний; картотеки: краєзнавча, СКС;
- Фонд: універсальний, 67500 прим., передплачує 21 назву газет і журналів;
- Режим роботи: з 8.30 до 17.30. Вихідні: субота, неділя;
- Щороку обслуговує близько 1000 читачів.

## Історія бібліотеки
Бібліотека Чернівецького училища мистецтв була заснована в 1948 році.
На той час книжковий фонд нараховував 6,5 тис. примірників. Нині фонд становить 67500 прим., в тому числі зібраний унікальний нотний фонд — 42 тис. примірників.
До послуг студентів та викладачів училища — читальний зал, абонемент, книгосховище.
Довідково-бібліографічний апарат допомагає читачам знайти необхідну інформацію, орієнтуватись в системі каталогів і картотек, довідкових, енциклопедичних і бібліографічних видань.
Бібліотека має свої особливості у формуванні фонду та обслуговуванні читачів, залежно від запитів студентів.
Книгозбірня спрямовує свою роботу на забезпечення читачів літературою і нотними виданнями відповідно до навчальних планів і програм, інформує про новини, допомагає в підготовці матеріалів для вечорів, конференцій, диспутів, дипломних і курсових робіт. 
Вона є навчальним, інформаційним і культурно-просвітницьким структурним підрозділом училища, забезпечує навчальний і виховний процеси, які відповідають профілю даного навчального закладу.
У бібліотеці працюють досвідчені фахівці, котрі здобували освіту як в стінах рідного училища, так і в інших вищих навчальних закладах. Працівники проводять масові заходи, прем'єри і презентації, виставкову роботу спільно з викладачами училища, організовують літературно-мистецькі акції.
Давні творчі стосунки склались в книгозбірні з працівниками Чернівецького обласного меморіального музею Володимира Івасюка, ЧОУНБ ім. М.Івасюка, письменниками і митцями краю.